# Le più belle canzoni di Matia Bazar
Le più belle canzoni di è la quattordicesima raccolta dei Matia Bazar, pubblicata su CD dalla EMI Italiana (catalogo 946 3 48126 2) nel 2006.

## Descrizione
Compilation assente dalla discografia sul sito ufficiale del gruppo, fa parte della collana economica della EMI Italiana intitolata Le più belle canzoni di.
Come la raccolta nella collana gemella, Collezione italiana, anch'essa pubblicata dalla EMI ed appartenente allo stesso periodo, riassume in un solo volume dedicato, ma con numero di brani decisamente inferiore, i principali successi di una band/artista italiano, per andare incontro a clienti con esigenze di budget più limitate.
Tutte le canzoni sono rimasterizzate e provengono dall'antologia Souvenir: The Very Best of Matia Bazar del 1998. La voce solista è quella di Antonella Ruggiero.
Non è presente nessun inedito, né singolo estratto.

## Tracce
L'anno indicato è quello di pubblicazione dell'album che contiene il brano.
CD
1. Vacanze romane – 4:12 (testo: Giancarlo Golzi – musica: Carlo Marrale) – 1983
2. Per un'ora d'amore (versione album) – 3:59 (testo: Giovanni Belfiore, Aldo Stellita – musica: Piero Cassano, Carlo Marrale) – 1976
3. C'è tutto un mondo intorno – 4:20 (testo: Giancarlo Golzi, Aldo Stellita – musica: Antonella Ruggiero, Piero Cassano, Carlo Marrale) – 1979
4. Matia Bazar con Enzo Jannacci – Elettrochoc – 4:46 (testo: Giancarlo Golzi – musica: Carlo Marrale) – 1983
5. Oggi è già domani... intorno a mezzanotte ('Round Midnight) – 4:50 (testo: Ermanno Capelli, Augusta Gagliano – musica: Cootie Williams, Thelonious Monk) – 1987
6. Mister Mandarino – 3:38 (testo: Aldo Stellita – musica: Piero Cassano, Carlo Marrale) – 1978
7. Stasera che sera – 3:21 (testo: Aldo Stellita – musica: Piero Cassano, Carlo Marrale) – 1975
8. Se tu – 5:09 (testo: Aldo Stellita – musica: Carlo Marrale) – 1989
9. Fuori orario – 4:47 (testo: Giancarlo Golzi, Aldo Stellita – musica: Antonella Ruggiero, Carlo Marrale) – 1982
10. Mi manchi ancora – 5:26 (testo: Aldo Stellita – musica: Antonella Ruggiero, Sergio Cossu) – 1987

## Formazione
- Antonella Ruggiero - voce solista; percussioni (3-5,8-9)
- Sergio Cossu (5,8,10), Mauro Sabbione (1,4,9) - tastiere
- Piero Cassano - tastiere (2-3,6-7), voce (2-3,6-7), chitarra (2,6)
- Carlo Marrale - chitarre, voce
- Aldo Stellita - basso
- Giancarlo Golzi - batteria (escluso Stasera che sera)

### Altri musicisti
- Enzo Jannacci - voce del traduttore in Elettrochoc